# BMW R1200 GS
La BMW R 1200 GS y la R 1200 GS Adventure componen una gama de motocicletas maxitrail fabricada por la compañía alemana BMW Motorrad desde el año 2004, sustituyendo a la BMW R1150GS.

## Historia
La R 1200 GS se presentó en el año 2004, siendo 30 kg más ligera que el modelo R1150GS al cual reemplazó, con un motor que entregaría un total de 75 kW, lo que suponía un incremento del 19 %. BMW continuó la producción de la R 1200 GS Adventure, presentando una última edición especial, antes del lanzamiento al mercado de la R 1200 GS Adventure a finales del año 2005.
La R 1200 GS pronto se convirtió en la motocicleta con mejores resultados de ventas de las fabricadas por BMW, llegando a alcanzar la cifra de 100 000 unidades fabricadas el 3 de agosto de 2007. Cerca de un tercio del total de unidades vendidas en el mundo durante el año 2006[cita requerida] por BMW Motorrad fueron del modelo R 1200 GS, convirtiéndose en la moto de trail más popular de la marca.
En mayo de 2013 salió al mercado una nueva versión de la BMW R 1200 GS, con numerosos cambios desde que la empresa alemana produjera los primeros modelos de la R80 GS, la primera con la terminación GS, acrónimo de "Gelände" y "Straße", que quiere decir "terreno" y "carretera". La nueva R 1200 GS presentaba muchas mejoras a nivel tecnológico, como el acelerador electrónico, que transmite instantáneamente al motor la acción sobre el puño del acelerador. Este modelo cuenta con refrigeración mixta, una reducción en el consumo de medio litro y una autonomía de 400 km.[cita requerida]